# 12 d'octubre
El 12 d'octubre és el dos-cents vuitanta-cinquè dia de l'any del calendari gregorià i el dos-cents vuitanta-sisè en els anys de traspàs. Queden 80 dies per finalitzar l'any.

## Esdeveniments
Països Catalans
- 1707: Les tropes borbòniques entren per primer cop a Lleida durant la Guerra de Successió. 700 lleidatans són assassinats.
- 1913, Barcelona: Apareix el primer número del diari del matí El Día Gráfico.[1]
- 1934, Barcelona: Es publicae l darrer número de La Campana de Gràcia.[2]
- 2003, Sepang, Malàisia: Dani Pedrosa s'hi proclama campió del món de motociclisme de 125 centímetres cúbics.
- 2021, La Ràpita, Montsià: s'hi celebra una consulta popular sobre el canvi de nom del municipi. Tot i que no es va assolir el mínim de participació establert per l'ajuntament per a considerar-ho vinculant es va aprovar el canvi posteriorment en un ple municipal per la majoria de regidors.[3]
- 1492, San Salvador, actualment Watling, les Bahames: Colom arriba a aquesta illa: els espanyols descobreixen Amèrica.

Resta del món
- 1505, Blois, Regne de França: se signa el Tractat de Blois pel qual s'acorda el casament entre Ferran el Catòlic i Germana de Foix.
- 1758, Fort Ligonier, Pennsilvània, EUA: els francesos van guanyar la batalla de Fort Ligonier en el curs de la Guerra Franco-Índia.
- 1968, Guinea Equatorial, Àfrica: la dictadura franquista va organitzar un referèndum per la independència. Es va proclamar la independència de Guinea.
- 1994, Estats Units: Fundació de DreamWorks, una societat de producció i distribució especialitzada en el cinema.
- 2002, Bali, Indonèsia: un atemptat atribuït a Al-Qaida hi causa la mort de 202 persones (88 de les quals eren australianes).
- 2006: la companyia de videojocs Capcom anuncia que dissoldrà Clover Studio.[4]

## Naixements
Països Catalans
- 1812 - Sabadell: Fèlix Vilarrúbias i Busquets, advocat i alcalde de Sabadell (m. 1884).[5]
- 1985 - Ontinyent, La Vall d'Albaida: Rafael Martínez i Valls, compositor valencià dedicat fonamentalment a la sarsuela (m. 1946).[6]
- 1897 - Barcelona: Joan Lluhí i Vallescà, advocat i polític català (m. 1944).[7]
- 1901 - Palma: Cristina Valls Aguiló, actriu mallorquina (m. 1982).[8]
- 1904 - Sant Vicenç de Castellet: Maria Gispert i Coll, escriptora i política catalana (m. 1976).[9]
- 1908 - Ponts, Noguera: Josep Comabella i Rabassa, periodista i polític català (m. 1981).
- 1910 - Terrassa: Margot Moles Piña, multiesportista catalana pionera, que feia atletisme, hoquei, natació i esquí (m. 1987).[10]
- 1921 - Barcelona: Pin Crespo, actriu catalana, exiliada a Mèxic després de la Guerra Civil espanyola (m. 1978).[11]
- 1935 - Sant Guim de Freixenet, Segarra: Salvador Gabarró i Serra, un enginyer industrial i empresari català.[12]
- 1969 - Barcelona, Barcelonès: Judit Mascó i Palau, model i presentadora de televisió.[13]
- 1970 - La Garriga, Vallès Oriental: Toni Jiménez, porter de futbol.

Resta del món
- 1760 - Edo (Japó): Katsushika Hokusai, dibuixant, gravador i pintor japonès de l'estil ukiyo-e (m. 1849).[14]
- 1791 - Berlín: Anna Louisa Karsch, poeta alemanya, la primera que visqué de la seva obra literària (n. 1722).[15]
- 1810 - Papari, Rio Grande do Norte: Nísia Floresta, educadora i escriptora brasilera, pionera feminista al Brasil (m. 1885).[16]
- 1827 - Boston, Massachusetts, EUA: Josiah Parsons Cooke, científic estatunidenc (m. 1894).[17]
- 1865 - Manchester, Anglaterra: Arthur Harden, bioquímic, Premi Nobel de Química de 1929 (m. 1940).[18]
- 1866 - Lossiemouth, Escòcia: James Ramsay MacDonald, polític escocès, Primer Ministre del Regne Unit (1924 i 1929-1935) (m. 1937).[19]
- 1872 - Down Ampney, Gloucestershire, Anglaterra: Ralph Vaughan Williams, compositor anglès (m. 1958).[20]
- 1883 - La Laguna, Tenerife: Mercedes Pinto, escriptora i periodista canària (m. 1976).[21]
- 1890 - Lió: Marise Beaujon, soprano francesa (m. 1968).[22]
- 1891 - Breslau, llavors Prússia, ara Polònia: Edith Stein, filòsofa alemanya, religiosa de l'orde dels Carmelites Descalços, santa i co-patrona d'Europa (m. 1942).[23]
- 1896 - Gènova, Itàlia: Eugenio Montale, poeta i assagista italià, Premi Nobel de Literatura de l'any 1975 (m. 1981).[24]
- 1900 - Spartanburg, Carolina del Sud: Pink Anderson, cantant i guitarrista de blues estatunidenc (m. 1974).[25]
- 1904 - Linli, Hunan (Xina): Ding Ling, nom de ploma de l'escriptora xinesa Zhiang Bingjih (m. 1986).[26]
- 1912 - Chicago, EEUU: Don Siegel, director i productor de cinema estatunidenc (m. 1991).[27]
- 1913 - Hermanowa, Galítsia, Imperi Austrohongarès: Leo Fleider, director de cinema i guionista figura important del cinema argentí (m. 1977).[28]
- 1916 - Charleston, Carolina del Sud: Alice Childress, novel·lista, dramaturga i actriu negra estatunidenca (m. 1994).[29]
- 1928 - Atenes: Domna Samiou, cantant i investigadora de la música popular grega (m. 2012).[30]
- 1931 - 
  - Anvers, Flandes, Bèlgica: Paul Depaepe, ciclista belga.[31]
  - Mandal, Noruega: Ole-Johan Dahl, informàtic noruec, un dels dos pares de Simula i de la programació orientada a objectes (m. 2002).[32]
- 1939 - Barneville-Carteret, França: Clément Rosset, filòsof francès (m. 2018).[33]
- 1942 - Shavei Tzion, Mandat britànic de Palestina: Daliah Lavi, actriu, cantant i model israeliana (m. 2017).[34]
- 1943 - Detroit, Michigan, EEUU: Lin Shaye, actriu estatunidenca.[35]
- 1950 - Oak Glen, Califòrnia, EEUU: Susan Anton, actriu i cantant estatunidenca.[36]
- 1961 - Totana, Múrcia, Espanya: Miguel Porlán Noguera, futbolista murcià.[37]
- 1962 - Montebello, Califòrnia, EEUU: Deborah Foreman, actriu estatunidenca.[38]
- 1963 - Marylebone, Londres, Anglaterra: Dave Legeno, actor, boxejador i practicant d'arts marcials mixtes (m. 2014).[39]
- 1966 - Arroyo Seco, Santa Fe, Argentina: Roberto Néstor Sensini, futbolista argentí.[40]
- 1968 - Sydney, Austràlia: Hugh Jackman, actor australià.[41]
- 1974 - Perth, Austràlia Occidental, Austràlia: Kate Beahan, actriu australiana.[42]
- 1981 - Tsholotsho, Zimbàbue: NoViolet Bulawayo, escriptora zimbawesa.[43]
- 1987 - Mechelen, Bèlgica: Marvin Ogunjimi, futbolista internacional belga.
- 1989 - Sevilla, Espanya: Melanie Serrano, futbolista internacional espanyola.[44]
- 1992 - Union, Kentucky (Estats Units): Josh Hutcherson, actor de cinema i televisió estatunidenc.[45]

## Necrològiques
Països Catalans
- 1251 - Osca, regne d'Aragó: Violant d'Hongria, cònjuge de Jaume I, reina consort d'd'Aragó, de Mallorca i de València.[46]
- 1494 - Alguaire, Lleida: Francesquina de Carcassona, priora del monestir d'Alguaire.[47]
- 1912 - Barcelona: Francesc Gras i Elies, escriptor i periodista català.
- 1918 - 
  - Pau Audouard i Déglaire, fotògraf i retratista català.[48]
  - Lluís Puiggener i Fernández, escultor català.[49]

- 1981 - Sant Cugat del Vallès: Antoni Romañà i Pujó, matemàtic i astrònom català, jesuïta, impulsor de l'Observatori de l'Ebre.
- 1995 - Windsor (Anglaterra): Purificación Pérez Benavent, coneguda com a Pura Arcos, militant anarquista i activista feminista valenciana, principalment a l'organització Mujeres Libres.
- 2022 - València: Bernat Adam Ferrero, compositor, director d'orquestra, pianista i musicòleg valencià (n. 1942).

Resta del món
- 1678, Hengyang, Hunan, Xina: Wu Sangui, general de la dinastia Ming[50]
- 1730, Odense, Dinamarca: Frederic IV de Dinamarca, rei de Dinamarca i Noruega entre 1699 i 1730[51]
- 1869, Madrid (Espanya): Julián Sanz del Río, filòsof i pedagog, introductor del krausisme a Espanya[52]
- 1870, Stratford Hall, Virgínia (EUA): Robert E. Lee, militar[53]
- 1924 -
  - Màlaga, Província de Màlaga, Espanya: Antoni Muñoz i Degrain, pintor del corrent eclèctic[54]
  - Saint-Cyr-sur-Loire, Turena, França: Anatole France, escriptor francès, Premi Nobel de Literatura de 1921[55]
  - Hollywood: Kate Lester, actriu de teatre i de cinema mut (n. 1857).[56]
- 1934, Nova York, USAː Gertrude Käsebier, fotògrafa nord-americana[57]
- 1961, París: Marguerite Monnot, pianista i compositora francesa que acompanyà la carrera d'Édith Piaf[58]
- 1965, Basilea, Suïssa: Paul Hermann Müller, químic suís, Premi Nobel de Medicina o Fisiologia de 1948[59]
- 1969, Oslo, Noruega: Sonja Henie, patinadora artística sobre gel noruega, nacionalitzada estatunidenca[60]
- 1977, Praga, República Txeca: Jan Zrzavý, pintor, artista gràfic i il·lustrador txec[61]
- 1980, Montevideo, Uruguai: Alberto Demicheli, advocat, historiador, periodista, escriptor i polític uruguaià. Fou president l'any 1976 durant la dictadura militar[62]
- 1985, Nova York, EUA: Ricky Wilson, guitarrista original i membre fundador del grup de rock the B-52's[63]
- 1996, Peçac, França: Roger Lapébie, ciclista francès[64]
- 1999, Bel-Air, Califòrnia, EEUU: Wilt Chamberlain, jugador de bàsquet professional estatunidenc de l'NBA[65]
- 2002, La Romana, Rep. Dominicana: Audrey Mestre, biòloga i bussejadora francesa.[66]
- 2006, Monza, Itàlia: Carlo Acutis, beat per l'Església catòlica[67]
- 2010, Madrid, Espanya: Manuel Alejandre Abarca, actor espanyol[68]
- 2011, Berkeley Heights, Nova Jersey, EEUU: Dennis Ritchie, físic estatunidenc, creador del llenguatge de programació C[69]
- 2012, Praga, República Txeca: Břetislav Pojar, titellaire, animador i director cinematogràfic txec[70]

## Festes i commemoracions
- Santoral: Mare de Déu del Pilar, patrona de l'Aragó i de la Guàrdia Civil; sants Wilfrid de York, bisbe; Edwin de Northúmbria, rei; Rarimi de Càller arquebisbe i màrtir.
- Dia de la Guàrdia Civil.
- Dia de la Hispanitat, festa nacional d'Espanya, i Columbus Day, commemoració del descobriment d'Amèrica per Colom als Estats Units.
- Dia de Nossa Senhora da Conceição Aparecida, advocació mariana patrona del Brasil.[71]